# مرکاتور کوپر
مرکاتور کوپر (انگلیسی: Mercator Cooper; ۲۹ سپتامبر ۱۸۰۳ – ۱ ژانویهٔ ۱۸۷۲) گردشگر اهل ایالات متحده آمریکا بود. کاپیتان کشتی بود که اولین بازدید رسمی آمریکایی‌ها از نزدیکی ادو (توکیوی فعلی) در ژاپن و اولین فرود رسمی در سرزمین اصلی جنوبگان خاوری به او نسبت داده می‌شود.